# Кастел Сан Пиетро Терме
Кастѐл Сан Пиѐтро Тѐрме (на италиански: Castel San Pietro Terme, на местен диалект Castèl San Pîr, Кастел Сан Пир) е град и община в северна Италия, провинция Болоня, регион Емилия-Романя. Разположен е на 75 m надморска височина. Населението на общината е 20 634 души (към 2012 г.).